# Macrosteles pygmaeus
Macrosteles pygmaeus är en insektsart som beskrevs av Vilbaste 1974. Macrosteles pygmaeus ingår i släktet Macrosteles och familjen dvärgstritar. Inga underarter finns listade i Catalogue of Life.